# 大南河
大南河，是中国长江流域的一条河流，汇入岷江中游，属于岷江水系。河长102千米，流域面积3640平方千米，年均流量92立方米每秒。自然落差1000米。